# 埃格米伦
埃格米伦是德国下萨克森州的一个市镇。总面积27.40平方公里，总人口1744人，其中男性882人，女性862人（2011年12月31日），人口密度64人/平方公里。